# I Dig Everything
«I Dig Everything» es una canción escrita por el músico británico David Bowie. Fue publicada como sencillo el 19 de agosto de 1966 a través de Pye Records. El sencillo fue un fracaso comercial y fue el último sencillo de Bowie en esa discográfica. La canción fue regrabada en 2000 para el álbum Toy, publicado póstumamente en 2021.

## Antecedentes
«I Dig Everything» fue el tercer y último sencillo para el sello discográfico Pye. Él la grabó dos veces en 1966 y una vez más en 2000 para el álbum Toy.

### Grabación y producción
La primera versión de la canción fue grabada el 6 de junio de 1966 en los estudios Pye en Marble Arch, Londres. Presentaba a los miembros de la banda de gira de Bowie, The Buzz – guitarrista John Hutchinson, bajista Derek Fearnley, organista Derek Boyes y el baterista John Eager.
La grabación fue producida por Tony Hatch, y también presentaba al trompetista Andy Kirk, al saxofónista Pete Sweet, al trombonista Graham Livermore y a las coristas de Dusty Springfield, Madeline Bell, Kiki Dee y Lesley Duncan.
«I Dig Everything» fue regrabada un mes después, el 5 de julio de 1966, otra vez en los estudios Pye. El lado B del sencillo, «I’m Not Losing Sleep», también fue grabado durante estas sesiones. El sencillo fue publicado el 19 de agosto de 1966.

#### Regrabación en 2000
Una versión más lenta de «I Dig Everything» fue grabada en julio de 2000 para el álbum Toy.

## Versiones en vivo
- Una versión grabada en el BBC Radio Theatre, Londres el 27 de junio de 2000, apareció en BBC Radio Theatre, London, June 27, 2000, como parte de la caja recopilatoria Brilliant Adventure (1992–2001).[5]

## Otros lanzamientos
- La canción fue publicado como sencillo junto con «I'm Not Losing Sleep» como lado B el 19 de agosto de 1966.[6]
- La canción fue publicado como lado B del relanzamiento de «Can't Help Thinking About Me» en 1973.[7]
- La canción ha aparecido en numerosos álbumes recopilatorios de David Bowie:
  - Don't Be Fooled by the Name (1981)
  - The Collection (1985)
  - 1966 (1988)
  - Early On (1964–1966) (1991)
  - I Dig Everything EP (1999)
  - Brilliant Adventure (1992–2001) (2021)

## Otras versiones
- Generation X – Anthology (2003)

## Lista de canciones
Todas las canciones escritas y compuestas por David Bowie.
1. «I Dig Everything» – 2:43
2. «I'm Not Losing Sleep» – 2:52

## Créditos

### Toyversion
Créditos adaptados desde the Bowie Bible.
- David Bowie – voz principal y coros
- Earl Slick – guitarra
- Mark Plati – guitarra
- Gerry Leonard – guitarra
- Mike Garson – teclado
- Gail Ann Dorsey – bajo eléctrico
- Sterling Campbell – batería
- Holly Palmer – coros
- Emm Gryner – coros